# Museo civico archeologico (Pegognaga)
Il Museo civico archeologico è un museo archeologico di Pegognaga, in provincia di Mantova.
Istituito nel 1977, raccoglie 750 reperti archeologici di età romana (I sec. a.C. - IV sec. d.C.) rinvenuti nell'Ottocento nell'area archeologica di San Lorenzo. 
In mostra suppellettili domestiche, ceramiche e vetri. Molti i frammenti di laterizi, resti di pavimenti a mosaico e intonaci dipinti. Importante la presenza di frammenti di anfore.
Tra gli oggetti di pregio, una statuetta bronzea di Zeus, datata al I secolo d.C.